# Geisha (café)
Gueixa ou Gesha é uma variedade de café originário da floresta Gori Gesha na Etiópia. Ele é utilizado para produzir uma xícara de café muito aromático e floral e a demanda tem crescido nos últimos anos.
Ele foi importado da Costa Rica ao Panamá pelo vale do Ciriqui. Ganhou proeminência e popularidade em 2004, quando a produtora de café Hacienda La Esmeralda entrou em uma competição com um monte de café Gueixa, que provou ser muito incomum e distinto, atraindo record de preços.